# IFAF Asia Flag Football Club Championship
L'IFAF Asia Flag Football Club Championship è una competizione asiatica di flag football per squadre di club, giocata dal 2011.

## Team partecipanti
In grassetto i team che partecipano alla stagione in corso (o all'ultima stagione).
| Team                                           | Numero Partecipazioni | Miglior piazzamento Stagione regolare | Titoli vinti |
| ---------------------------------------------- | --------------------- | ------------------------------------- | ------------ |
| Template:Football Bangkok Flag Football Club   | 2                     | 1° 2011                               | 1            |
| Template:Football Bangkok Droids               | 2                     | 2° 2013                               | 0            |
| Template:Football Assumption University Steeds | 2                     |                                       | 0            |
| Template:Football Ewoo Ligers                  | 1                     | 2° 2011                               | 0            |
| Template:Football Ichikawa Riverside Gamblers  | 1                     | 1° 2013                               | 1            |
| Template:Football Singapore Green Devil        | 1                     |                                       | 0            |
| Template:Football Nasr Sporting Club           | 1                     |                                       | 0            |
| Template:Football Qadsia Sporting Club         | 1                     |                                       | 0            |
| Template:Football Soyang Mountains             | 1                     |                                       | 0            |
| Nakano Bagus                                   | 3                     | ? 2011                                | 0            |
| RMIT Vietnam Wolves                            | 1                     | 2016                                  | 0            |
| Template:Football Uegahara Warriors            | 1                     | 2016                                  | 0            |
| Template:Football Timawa Philippines           | 1                     | 2016                                  | 0            |
| Template:Football Elite Philippines            | 1                     | 2016                                  | 1            |
| India                                          | 1                     | 2016                                  | 0            |

## Finali disputate
| Anno | Luogo             | Squadra Vincitrice          | Squadra perdente  | Punteggio |
| ---- | ----------------- | --------------------------- | ----------------- | --------- |
| 2011 |                   | Bangkok Flag Football Club  | Ewoo Ligers       | 39-13     |
| 2013 |                   | Ichikawa Riverside Gamblers | Bangkok Droids    | 40-21     |
| 2016 | Taguig, Filippine | Elite Philippines           | Uegahara Warriors | 39-26     |